# Васильев, Иван Петрович (жандарм)
Ива́н Петро́вич Васи́льев (1872 — ?) — деятель российских спецслужб, контрразведчик, полковник ОКЖ, заведующий Особого отдела Департамента полиции.

## Биография
Окончил Сибирский кадетский корпус. В 1891 году 3-е военное Александровское училище, после окончания которого служил в чине подпоручика в 254-м Темир-Хан-Шуринском резервном батальоне.
В 1899 году был переведен в Отдельный корпус жандармов с назначением адъютантом Московского ГЖУ. С 1903 года назначен помощником начальника Московского ГЖУ. С 1907 года был прикомандирован к Московскому охранному отделению, с 1909 года к Санкт-Петербургскому ГЖУ, с 1913 года к Лифляндскому ГЖУ.
С 1915 года прикомандирован к Контрразведывательному отделению Главного управления Генерального штаба. С 1916 года находился в резерве Штаба ОКЖ с прикомандированием к Департаменту полиции. С 1917 года был назначен заведующим Особым отделом Департамента полиции. Дальнейшая судьба неизвестна.